# Sean Hayes
Sean Patrick Hayes (Chicago, 26 giugno 1970) è un attore statunitense, noto per il ruolo di Jack McFarland nella sit-com Will & Grace.
Nel corso della sua carriera ha vinto un Emmy Award, un Tony Award, 4 Screen Actors Guild Awards, un American Comedy Award e ricevuto 6 nomination ai Golden Globe.

## Biografia
Di origini irlandesi, il padre Ronald (di mestiere litografo), che abbandonò la famiglia quando Sean aveva 5 anni, e la madre Mary (direttrice di un banco alimentare no profit) gli impartiscono un'educazione cattolica. Dopo il diploma alla Glenbasr West High School di Glen Ellyn, il giovane Sean frequenta l'Università statale dell'Illinois, dove studia pianoforte (in particolare Mozart). Abbandona il piano dopo la laurea. Gli studi musicali gli serviranno per comporre le musiche originali dell'Antigone per la Steppenwolf Theatre Company di Chicago.
Nel 1995 si trasferisce a Los Angeles per lavorare in teatro e in televisione. Nel 1998, interpreta Doritos, con Ali Landry, che fu trasmesso durante il Super Bowl. Nello stesso anno debutta nel film indipendente Billy's Hollywood Screen Kiss e viene scelto per il ruolo dell'aspirante attore gay Jack McFarland in Will & Grace, ruolo che gli regala una notevole popolarità, e per il quale viene nominato consecutivamente sei volte ai Golden Globe e sette volte agli Emmy Awards, conquistandone uno. Vince inoltre un premio ai SAG Awards.
Partecipa come guest star ad un episodio di Scrubs - Medici ai primi ferri e nel 2001 impersona Jerry Lewis in un film per la televisione. Nel 2003 recita nel film Schegge di April con Katie Holmes, mentre nel 2004 prende parte alla commedia Appuntamento da sogno!. Nel 2007 recita al fianco di Jack Nicholson e Morgan Freeman nel film Non è mai troppo tardi.
Nel marzo del 2010 fa coming out facendo intendere in un'intervista concessa al mensile The Advocate di essere gay e legato sentimentalmente. Nell'intervista, infatti, quando gli si fa notare che per molto tempo ha declinato ogni dichiarazione circa il suo orientamento sessuale, risponde: "Credo di aver contribuito massicciamente al successo del movimento gay in America e se qualcuno intende controbattere sono pronto a rispondere". Nel novembre 2014 sposa in segreto il musicista Scott Icenogle, dopo otto anni di relazione. Nel 2012 partecipa al film I tre marmittoni.

## Filmografia

### Cinema
- Lucas, regia di David Seltzer (1986)
- Billy's Hollywood Screen Kiss, regia di Tommy O'Haver (1998)
- Schegge di April (Pieces of April), regia di Peter Hedges (2003)
- Il gatto... e il cappello matto (The Cat in the Hat), regia di Bo Welch (2003)
- Appuntamento da sogno! (Win a Date with Tad Hamilton!), regia di Robert Luketic (2004)
- Non è mai troppo tardi (The Bucket List), regia di Rob Reiner (2007)
- Soul Men, regia di Malcolm D. Lee (2008)
- A Marine Story, regia di Ned Farr (2010)
- I tre marmittoni (The Three Stooges), regia di Peter e Bobby Farrelly (2012)
- Hit and Run, regia di David Palmer (2012)
- Lazy Susan, regia di Nick Peet (2020)
- Am I OK?, regia di Stephanie Allynne e Tig Notaro (2022)
- The Running Man, regia di Edgar Wright (2025)

### Televisione
- Due poliziotti a Palm Beach (Silk Stalking) – serie TV, episodio 6x08 (1996)
- Will & Grace – serie TV, 243 episodi (1998-2020)
- Scrubs - Medici ai primi ferri (Scrubs) – serie TV, episodio 1x07 (2001)
- Saturday Night Live – programma televisivo, episodio 26x12 (2001)
- Martin e Lewis (Martin and Lewis), regia di John Gray – film TV (2002)
- Tom Goes to the Mayor – serie TV, episodio 2x02 (2006)
- 30 Rock – serie TV, episodio 1x21 (2007)
- Hot in Cleveland – serie TV, episodio 3x05 (2011)
- Portlandia – serie TV, episodio 2x05 (2012)
- Up All Night – serie TV, 4 episodi (2012)
- Parks and Recreation – serie TV, episodio 4x18 (2012)
- Smash – serie TV, 3 episodi (2013)
- Sean Saves the World – serie TV, 15 episodi (2013-2014)
- The Millers – serie TV, 11 episodi (2014)
- The Comeback – serie TV, episodio 2x08 (2014)
- Hairspray Live!, regia di Kenny Leon e Alex Rudzinski – film TV (2016)
- Curb Your Enthusiasm - serie TV, 2 episodi (2024)

### Doppiatore
- Buzz Lightyear da Comando Stellare - Si parte! (Buzz Lightyear of Star Command: The Adventure Begins), regia di Tad Stones (2000)
- Come cani e gatti (Cats & Dogs), regia di Lawrence Guterman (2001)
- Il gatto... e il cappello matto (The Cat in the Hat), regia di Bo Welch (2003)
- Cani & gatti - La vendetta di Kitty (Cats & Dogs: The Revenge of Kitty Galore), regia di Brad Peyton (2010)
- Monsters University, regia di Dan Scanlon (2013)
- American Dad! – serie animata, episodio 9x18 (2013)
- Emoji - Accendi le emozioni (The Emoji Movie), regia di Tony Leondis (2017)
- Rapunzel - La serie (Tangled: The Series) – serie animata, 21 episodi (2017-2020)
- Q-Force – serie animata (2021)

### Produttore esecutivo
- Hot in Cleveland – serie TV (2010-2015)
- Grimm – serie TV (2011-2017)
- The Soul Man – serie TV (2012-2016)
- Sean Saves the World – serie TV (2013-2014)
- Crowded – serie TV (2016)

## Doppiatori italiani
Nelle versioni in italiano delle opere in cui ha recitato, Sean Hayes è stato doppiato da:
- Nanni Baldini in Will & Grace, Il gatto... e il cappello matto, Non è mai troppo tardi, Soul Men, Parks and Recreation, The Millers
- Oreste Baldini in Appuntamento da sogno!, Schegge di April
- Simone Mori in Scrubs - Medici ai primi ferri
- Roberto Draghetti in 30 Rock
- Luigi Ferraro in I tre marmittoni
- Alessandro Quarta in Smash
- Roberto Certomà in The Comeback
- Leonardo Graziano in Am I OK?

Da doppiatore è sostituito da:
- Neri Marcorè in Come cani e gatti
- Francesco Mandelli in Monsters University
- Raffaele Palmieri in Emoji - Accendi le emozioni
- Luigi Ferraro in Buzz Lightyear da Comando Stellare: Si parte!
- Sergio Lucchetti in Cani & gatti - La vendetta di Kitty
- Mino Caprio in Igor
- Dimitri Winter in Rapunzel - La serie
- Marco Vivio in Q-Force

## Riconoscimenti
- Primetime Emmy Awards
  - 2000 – Miglior attore non protagonista in una serie commedia per Will & Grace[8]
  - 2001 – Candidatura al Miglior attore non protagonista in una serie commedia per Will & Grace[9]
  - 2002 – Candidatura al Miglior attore non protagonista in una serie commedia per Will & Grace
  - 2003 – Candidatura al Miglior attore non protagonista in una serie commedia per Will & Grace
  - 2004 – Candidatura al Miglior attore non protagonista in una serie commedia per Will & Grace
  - 2005 – Candidatura al Miglior attore non protagonista in una serie commedia per Will & Grace
  - 2006 – Candidatura al Miglior attore non protagonista in una serie commedia per Will & Grace
  - 2011 – Outstanding Special Class Program, 64th Tony Awards

- Tony Award
  - 2011 – Candidatura al miglior attore protagonista in un musical per Promises, Promises
  - 2023 – Miglior attore protagonista in un'opera teatrale per Good Night, Oscar
- Screen Actors Guild Awards
  - 2001 – Miglior attore in una serie commedia per Will & Grace
  - 2002 – Miglior attore in una serie commedia per Will & Grace
  - 2003 – Miglior attore in una serie commedia per Will & Grace
  - 2006 – Miglior attore in una serie commedia per Will & Grace

- Outer Critics Circle Award
  - 2011 – Candidatura al miglior attore in un musical per Promises, Promises

## Audiolibri
- (EN) Nelson Mandela (a cura di), Nelson Mandela's Favorite African Folktales, edizione integrale, Hachette Original, 2009, ISBN 978-1600246661.